# Экспериментальный цветной фильм Тёрнера
Экспериментальный фильм Тёрнера — первый в мире цветной кинофильм, снятый Эдвардом Рэймондом Тёрнером в 1902 году. Названия он не имеет. Фильм снят по технологии Ли—Тёрнера. Сам фильм состоит из восьми частей.

## Сюжет
В фильме Тёрнер снял марш солдат на площади, попугая Жако, собственных детей Агнес, Вилфред и Альфреда, Лондон и аквариум с рыбками.

## Восстановление фильма
В 2012 году в Национальном музее СМИ в Лондоне специалисты нашли аппаратуру Эдварда Тёрнера и киноленту, которые пролежали нетронутыми почти 110 лет. За это время изображение на плёнке стало чёрно-белым. Специалисты проведя долгую и кропотливую работу, сумели восстановить этот первый цветной фильм. Работа по восстановлению киноплёнки проводилась по технологии, описание которой составлял сам Эдвард Тёрнер. После этого кадры были перенесены на 35-миллиметровую пленку, оцифрованы и показаны всем желающим.